# Dinomys branickii
La pacarana,  paracana,  guagua con rabo, guagua de cola, guagua loba o machetero (Dinomys branickii) es una especie de roedor histricomorfo de la familia Dinomyidae propia de Sudamérica. Su aspecto recuerda a la paca (Cuniculus paca), aunque más robusto, con la cabeza más grande y un rabo más largo. Es el único miembro vivo de la familia Dinomyidae.

## Características
Alcanza entre 10 y 18 kg, y mide 73 a 90 cm de longitud, sin la cola, la cual mide entre 15 y 20 cm. El pelo es de color castaño oscuro a negruzco y canoso, con dos bandas de manchas blancas que cruzan la espalda longitudinalmente. Las patas son anchas y en cada una tienen cuatro dedos con uñas largas y fuertes. Las orejas son cortas y redondeadas; el labio superior presenta una incisión y la vibrisas son largas.

## Alimentación
Se alimenta principalmente de  tallos tiernos, hojas, frutos y semillas. Es uno de los pocos roedores que toma el alimento con sus manos; lo recoge con la boca, adopta la posición sentada y posterior. Aunque tienen gran capacidad para trepar, obtienen la mayoría de su alimento del suelo.

## Distribución
Solo se halla en bosques tropicales de Sur América como en Colombia, Perú, Ecuador, Bolivia, el oeste de Brasil y en las estribaciones de los Andes del noroeste de Venezuela. La pacarana se encuentra en valles boscosos y laderas de montañas a altitudes de 250 - 3200 m s. n. m.